# Джордж Сміт (видавець)
Джордж Мюррей Сміт (англ. George Murray Smith 18 березня 1824 — 6 квітня 1901) — один зі знаменитих видавців вікторіанської епохи. Зі своїм батьком володів фірмою «Сміт, Елдер і До». Видавав твори Шарлотти Бронте, Вільяма Теккерея, і багатьох інших знаменитих письменників. Є засновником журналу «Корнгілл».
Джордж Мюррей був відомий як почесний, працьовитий і проникливий бізнесмен, який пропонував авторам щедрі виплати.
У 1850-их Джон Рескін познайомив Сміта і письменника Уїлки Коллінза з метою публікації роману «Антоніна». Сміт відмовився, не бажаючи випускати класичний роман, проте випустив книгу «After dark» Коллінза в 1856 році.
Сімейна фірма Мюррей домоглася свого першого великого успіху після публікації «Джейн Ейр» Шарлотти Бронте в 1847 році під псевдонімом «Currer Bell».
Інші великі автори, опубліковані фірмою, включають Роберта Браунінга, Джорджа Еліота, Елізабет Гаскелл, Томаса Харді, Річарда Джефферіс, Джорджа Макдональда, Чарльза Ріда, Джона Раскіна, Алджернона Чарльза Суінбёрна, Альфреда Теннісона, Джорджа Гиссинга та інших. Крім того, починаючи з 1841 року вони публікували журнал «Лондон» та «Единбург». Починаючи з 1859 року, вони публікували авторський журнал «Корнхилл» і журнал «Pall Mall Gazette» з 1865 року. Обидва журнали були створені Джорджем Мюрреєм.
Опобліковані твори: 
- З першого по п'ятий том The Comic Offering, Луїза Генрієтта Шерідан, 1831-1835рр.
- Friendship's Offering 1837р.
- illustrations of the Zoology of South Africa, Ендрю Сміт, 1838-1850
- The Zoology of the Voyage of H.M.S. Beagle. Mammalia, Джордж Роберт Уотерхаус, 1838-1839рр.
- Zoology of the Voyage of the Beagle, Чарльз Дарвін, 1838р.
- Modern Painters, Джон Рескін, 1843р.
- Джейн Ейр, Шарлотта Бронте 1847р.
- The King of the Golden River, Джон Рескін, 1851р.
- The History of Henry Esmond, Вільям Теккерей 1852р.
- Villete, Шарлотта Бронте, 1853р.
- After dark, Уілкі Коллінз, 1856р.
- The Ring and the Book, Роберт Браунінг, 1868-1869рр.
- Dictionary of National Biography, Леслі Стівен, 1885-1901рр.
- Voyage of the Discovery (2 томи), Роберт Фолкон Скотт, 1905р.
- Англо-бурська війна, Артур Конан Дойл
- Morocco in Diplomacy, Едмунд Дене Морель, 1912р.
- Jane Austen: Her Life and Letters, A Family Record, Вільям і Річард Артур Остін-Лі, 1913р.
- Scott's Last Expedition, Том I and II, Роберт Фолкон Скотт, 1913р.